# Az Amerikai Egyesült Államok éghajlata
Az Amerikai Egyesült Államok éghajlatára az ország hatalmas észak-déli és nyugat-keleti irányú kiterjedése, továbbá változatos domborzata miatt jelentős különbségek jellemzők. Általánosságban véve a szárazföldön dél felé haladva az éghajlat melegebbé válik, míg nyugat felé haladva egyre szárazabb, egész addig, míg el nem érjük a csendes-óceáni partvidéket. Észak felől helység nem védi; a hegységek többnyire észak-déli vonulatban szelik át a területet, a sarkvidékek felől a légtömegek akadálytalanul áramolhatnak.
Az Egyesült Államok zöme a mérsékelt övben található, a keleti területek nagy részén nedves kontinentális, délen szubtrópusi klíma uralkodik, Hawaii, továbbá Florida déli csücske a trópusokon fekszik, Alaszka északi részén pedig sarkvidéki éghajlat van. Nagyjából a 100. hosszúsági körtől nyugatra fekvő nagy síkságok szárazak, a Nagy-medence (Great Basin) és a környező területek sivatagi és félsivatagi éghajlatúak, Kalifornia partvidékein mediterrán, míg a nyugati part északi részén pedig óceáni éghajlatot találunk.

## Régiónként

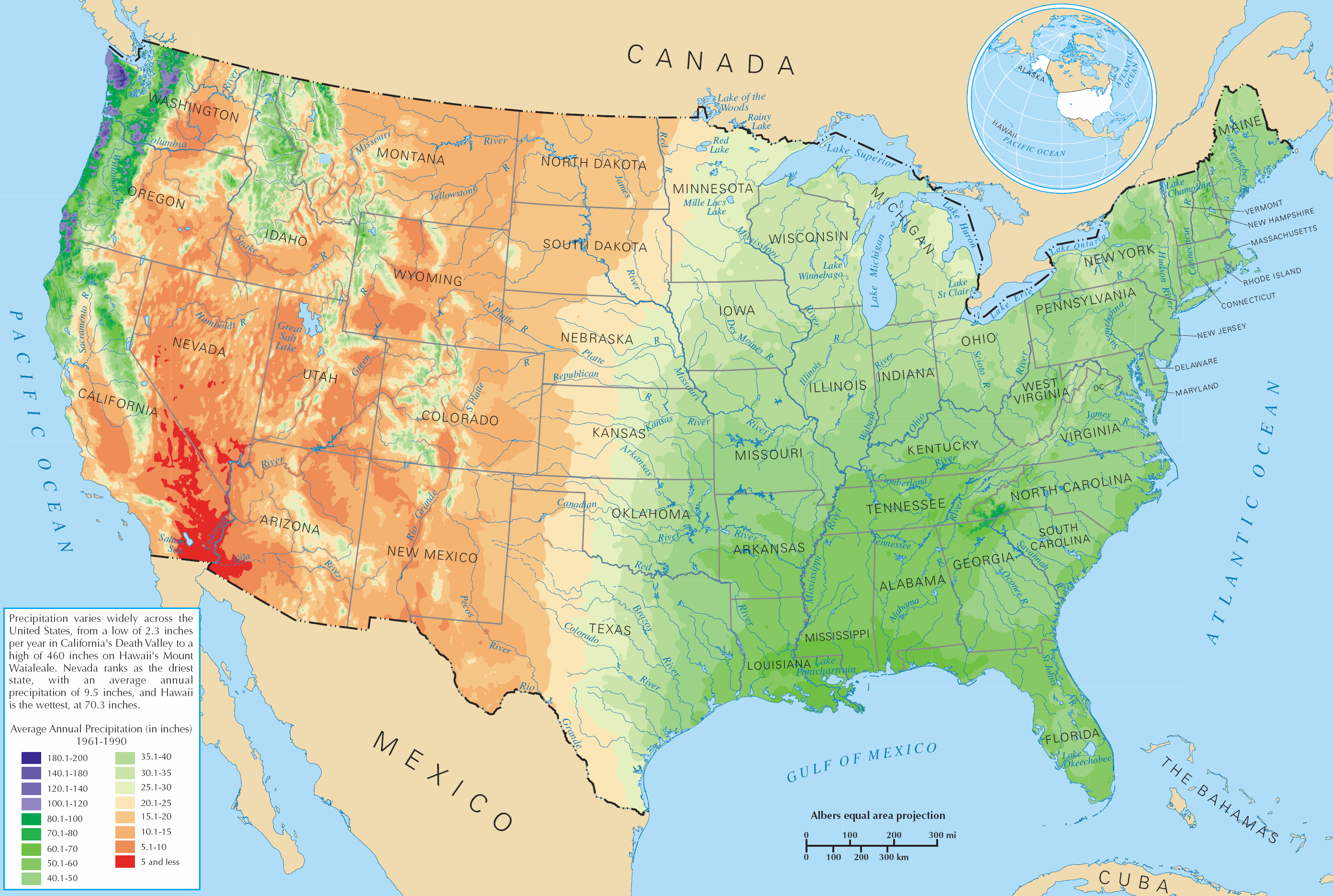
Évi átlagos csapadékmennyiség

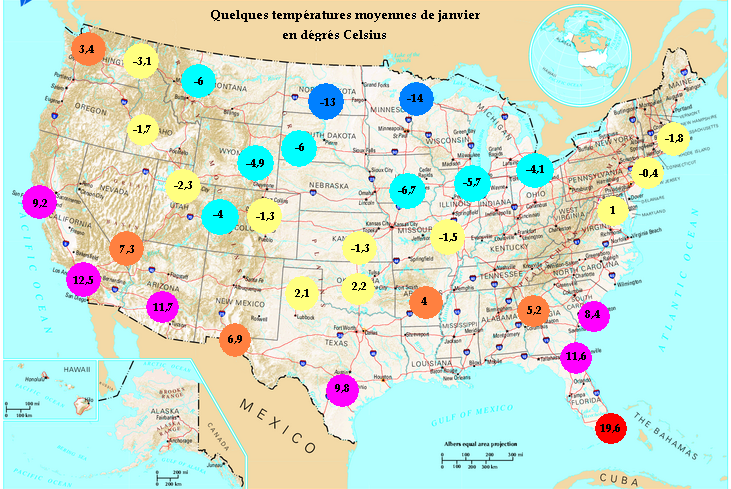
Átlagos januári középhőmérséklet (°C)

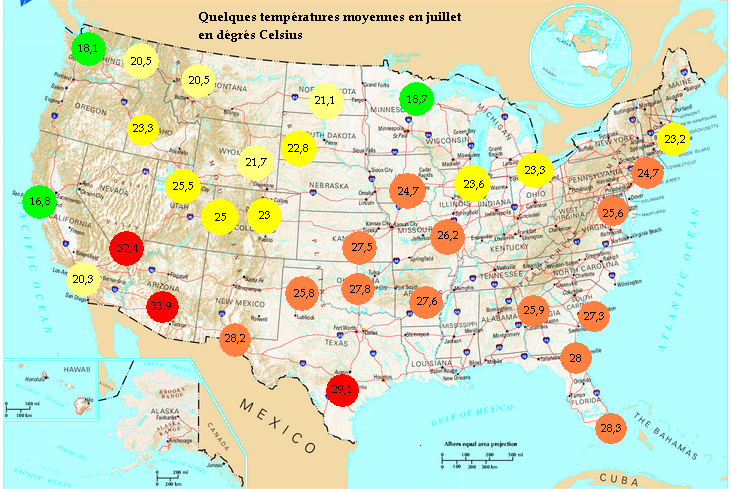
Átlagos júliusi középhőmérséklet (°C)

A Sziklás-hegységtől keletre eső területek éghajlata nedves kontinentális és csapadékos nyarú szubtrópusi, szabályos övezetes elrendeződést mutatnak.

### Kelet
Az ország keleti felének középső területe, nagyjából a 38° és 45° szélességi körök között a nedves kontinentális éghajlat meleg nyarú változatához tartozik. Kb. a 45° É-i szélességtől északra fekvő területek rövidebb meleg évszakkal és hideg téllel jellemzett nedves kontinentális éghajlatúak. A csapadék mennyisége keletről nyugat felé egyenletesen csökken. A napsütés bőséges, évi összege többnyire 2800–2400 óra között, míg a kanadai határ felé eső részeken inkább 2300–2000 óra között változik.
| Hónap                         | Jan. | Feb. | Már. | Ápr. | Máj. | Jún. | Júl. | Aug. | Szep. | Okt. | Nov. | Dec. | Év   |
| ----------------------------- | ---- | ---- | ---- | ---- | ---- | ---- | ---- | ---- | ----- | ---- | ---- | ---- | ---- |
| Átlagos max. hőmérséklet (°C) | 2,4  | 4,0  | 7,7  | 13,4 | 19,1 | 24,7 | 27,7 | 26,7 | 22,7  | 16,6 | 11,1 | 5,4  | 15,2 |
| Átlagos min. hőmérséklet (°C) | −5,4 | −4,0 | −0,4 | 4,8  | 10,0 | 15,3 | 18,6 | 18,2 | 14,2  | 8,1  | 3,4  | −2,1 | 6,8  |
| Átl. csapadékmennyiség (mm)   | 85   | 83   | 110  | 95   | 88   | 94   | 87   | 84   | 87    | 100  | 101  | 96   | 1110 |
| Havi napsütéses órák száma    | 164  | 169  | 214  | 228  | 266  | 288  | 300  | 275  | 237   | 207  | 144  | 142  | 2634 |
| Forrás: NOAA                  |      |      |      |      |      |      |      |      |       |      |      |      |      |

| Hónap                                                                                          | Jan. | Feb. | Már. | Ápr. | Máj. | Jún. | Júl. | Aug. | Szep. | Okt. | Nov. | Dec. | Év   |
| ---------------------------------------------------------------------------------------------- | ---- | ---- | ---- | ---- | ---- | ---- | ---- | ---- | ----- | ---- | ---- | ---- | ---- |
| Átlagos max. hőmérséklet (°C)                                                                  | 3,3  | 5,0  | 9,9  | 15,9 | 21,6 | 26,1 | 29,0 | 28,0 | 23,7  | 17,5 | 11,7 | 6,1  | 16,6 |
| Átlagos min. hőmérséklet (°C)                                                                  | −3,2 | −2,2 | 1,7  | 6,8  | 12,3 | 17,4 | 20,4 | 19,8 | 15,7  | 9,8  | 5,0  | −0,2 | 8,7  |
| Átl. csapadékmennyiség (mm)                                                                    | 105  | 80   | 111  | 109  | 119  | 98   | 117  | 107  | 107   | 98   | 111  | 100  | 1262 |
| Havi napsütéses órák száma                                                                     | 163  | 163  | 213  | 226  | 257  | 257  | 268  | 268  | 219   | 211  | 151  | 139  | 2535 |
| Forrás: NOAA Climatography of US. 1971−2000: N.Y. CENTRAL PARK (PDF). NOAA. (Hozzáférés: 2010) |      |      |      |      |      |      |      |      |       |      |      |      |      |

| Hónap                         | Jan. | Feb. | Már. | Ápr. | Máj. | Jún. | Júl. | Aug. | Szep. | Okt. | Nov. | Dec. | Év   |
| ----------------------------- | ---- | ---- | ---- | ---- | ---- | ---- | ---- | ---- | ----- | ---- | ---- | ---- | ---- |
| Átlagos max. hőmérséklet (°C) | 6,3  | 8,4  | 13,3 | 19,2 | 24,1 | 29,0 | 31,3 | 30,3 | 26,4  | 20,2 | 14,4 | 8,2  | 19,3 |
| Átlagos min. hőmérséklet (°C) | −1,9 | −0,6 | 3,1  | 8,3  | 13,6 | 19,1 | 21,7 | 20,9 | 16,9  | 10,3 | 5,1  | 0,3  | 9,8  |
| Átl. csapadékmennyiség (mm)   | 71   | 67   | 88   | 78   | 101  | 96   | 95   | 74   | 95    | 86   | 81   | 78   | 1009 |
| Havi napsütéses órák száma    | 145  | 152  | 204  | 228  | 260  | 282  | 279  | 263  | 225   | 204  | 150  | 133  | 2525 |
| Forrás: NOAA                  |      |      |      |      |      |      |      |      |       |      |      |      |      |

| Hónap                         | Jan. | Feb. | Már. | Ápr. | Máj. | Jún. | Júl. | Aug. | Szep. | Okt. | Nov. | Dec. | Év   |
| ----------------------------- | ---- | ---- | ---- | ---- | ---- | ---- | ---- | ---- | ----- | ---- | ---- | ---- | ---- |
| Átlagos max. hőmérséklet (°C) | 11,5 | 13,9 | 18,3 | 22,7 | 26,8 | 30,5 | 31,9 | 31,3 | 28,0  | 22,8 | 17,7 | 12,4 | 22,4 |
| Átlagos min. hőmérséklet (°C) | 1,2  | 3,2  | 6,8  | 10,8 | 15,7 | 20,0 | 21,8 | 21,4 | 18,1  | 12,1 | 6,8  | 2,5  | 11,7 |
| Átl. csapadékmennyiség (mm)   | 107  | 119  | 122  | 85   | 93   | 100  | 134  | 99   | 114   | 87   | 104  | 99   | 1262 |
| Havi napsütéses órák száma    | 164  | 172  | 220  | 261  | 288  | 285  | 272  | 257  | 228   | 283  | 186  | 164  | 2780 |
| Forrás: NOAA                  |      |      |      |      |      |      |      |      |       |      |      |      |      |

### Középnyugat
| Hónap                         | Jan. | Feb. | Már. | Ápr. | Máj. | Jún. | Júl. | Aug. | Szep. | Okt. | Nov. | Dec. | Év   |
| ----------------------------- | ---- | ---- | ---- | ---- | ---- | ---- | ---- | ---- | ----- | ---- | ---- | ---- | ---- |
| Átlagos max. hőmérséklet (°C) | 0,1  | 2,5  | 8,7  | 15,6 | 21,6 | 27,0 | 29,3 | 28,1 | 24,3  | 17,3 | 9,5  | 2,1  | 15,6 |
| Átlagos min. hőmérséklet (°C) | −7,5 | −5,4 | −0,4 | 5,2  | 10,7 | 16,3 | 19,4 | 18,7 | 14,2  | 7,5  | 1,5  | −5,2 | 6,3  |
| Átl. csapadékmennyiség (mm)   | 52   | 49   | 69   | 92   | 105  | 103  | 102  | 101  | 84    | 82   | 87   | 65   | 992  |
| Havi napsütéses órák száma    | 136  | 138  | 186  | 216  | 282  | 312  | 319  | 282  | 228   | 192  | 114  | 105  | 2510 |
| Forrás: NOAA                  |      |      |      |      |      |      |      |      |       |      |      |      |      |

| Hónap                         | Jan. | Feb. | Már. | Ápr. | Máj. | Jún. | Júl. | Aug. | Szep. | Okt. | Nov. | Dec. | Év   |
| ----------------------------- | ---- | ---- | ---- | ---- | ---- | ---- | ---- | ---- | ----- | ---- | ---- | ---- | ---- |
| Átlagos max. hőmérséklet (°C) | 4,2  | 7,0  | 13,4 | 19,3 | 24,4 | 29,4 | 32,3 | 31,4 | 26,7  | 19,9 | 12,3 | 5,4  | 18,9 |
| Átlagos min. hőmérséklet (°C) | −5,3 | −3,2 | 2,1  | 8,1  | 13,9 | 19,3 | 22,2 | 21,2 | 15,8  | 9,4  | 2,6  | −3,6 | 8,6  |
| Átl. csapadékmennyiség (mm)   | 29   | 38   | 55   | 94   | 130  | 140  | 101  | 112  | 106   | 89   | 54   | 44   | 992  |
| Havi napsütéses órák száma    | 184  | 174  | 224  | 258  | 285  | 306  | 329  | 294  | 241   | 214  | 155  | 147  | 2810 |
| Forrás: NOAA, (sun 1972–1990) |      |      |      |      |      |      |      |      |       |      |      |      |      |

| Hónap                                                 | Jan. | Feb. | Már. | Ápr. | Máj. | Jún. | Júl. | Aug. | Szep. | Okt. | Nov. | Dec. | Év   |
| ----------------------------------------------------- | ---- | ---- | ---- | ---- | ---- | ---- | ---- | ---- | ----- | ---- | ---- | ---- | ---- |
| Átlagos max. hőmérséklet (°C)                         | 12,3 | 14,9 | 19,9 | 24,6 | 28,3 | 33,3 | 35,8 | 35,7 | 31,0  | 25,8 | 19,3 | 14,2 | 24,6 |
| Átlagos min. hőmérséklet (°C)                         | 0,4  | 2,7  | 7,6  | 12,6 | 17,0 | 21,1 | 23,4 | 23,1 | 19,4  | 13,2 | 7,4  | 2,4  | 12,6 |
| Átl. csapadékmennyiség (mm)                           | 47   | 55   | 70   | 89   | 124  | 76   | 59   | 56   | 86    | 89   | 58   | 47   | 856  |
| Havi napsütéses órák száma                            | 184  | 178  | 228  | 236  | 258  | 298  | 332  | 305  | 246   | 228  | 184  | 173  | 2850 |
| Forrás: World Meteorological Organization, NOAA (sun) |      |      |      |      |      |      |      |      |       |      |      |      |      |

### Délkelet
Az ország délkeleti része a csapadékos nyarú szubtrópusi éghajlathoz tartozik. Az enyhe tél ellenére az északi nyitottság miatt a terület nagy részén olykor kemény fagyokra lehet számítani; még a Mexikói-öböl partvidékén is bekövetkezhet mínusz 10 °C-os fagy. Az évi csapadék és napsütés is bőséges; az évi napsütéses órák száma zömmel 2800-3100 óra között alakul. 
| Hónap                         | Jan. | Feb. | Már. | Ápr. | Máj. | Jún. | Júl. | Aug. | Szep. | Okt. | Nov. | Dec. | Év   |
| ----------------------------- | ---- | ---- | ---- | ---- | ---- | ---- | ---- | ---- | ----- | ---- | ---- | ---- | ---- |
| Átlagos max. hőmérséklet (°C) | 24,5 | 25,5 | 26,7 | 28,4 | 30,4 | 31,8 | 32,6 | 32,6 | 31,7  | 29,9 | 27,5 | 25,3 | 28,9 |
| Átlagos min. hőmérséklet (°C) | 15,4 | 16,7 | 18,2 | 20,1 | 22,6 | 24,3 | 25,1 | 25,1 | 24,6  | 22,9 | 19,9 | 17,1 | 21,0 |
| Átl. csapadékmennyiség (mm)   | 41   | 57   | 76   | 80   | 137  | 245  | 165  | 226  | 250   | 161  | 83   | 52   | 1573 |
| Havi napsütéses órák száma    | 220  | 217  | 276  | 294  | 300  | 288  | 310  | 288  | 261   | 260  | 222  | 217  | 3153 |
| Forrás: NOAA                  |      |      |      |      |      |      |      |      |       |      |      |      |      |

### Sziklás-hegység
A préri övezet közepén végighúzódó Sziklás-hegység területén változatos hegyvidéki éghajlat alakult ki.
| Hónap                         | Jan. | Feb. | Már. | Ápr. | Máj. | Jún. | Júl. | Aug. | Szep. | Okt. | Nov. | Dec. | Év   |
| ----------------------------- | ---- | ---- | ---- | ---- | ---- | ---- | ---- | ---- | ----- | ---- | ---- | ---- | ---- |
| Átlagos max. hőmérséklet (°C) | 7,3  | 8,2  | 12,3 | 16,4 | 21,7 | 27,8 | 31,5 | 30,1 | 25,3  | 18,5 | 11,6 | 6,6  | 18,2 |
| Átlagos min. hőmérséklet (°C) | −7,5 | −6,3 | −2,4 | 1,6  | 6,9  | 11,9 | 15,2 | 14,3 | 9,1   | 2,4  | −3,4 | −8,0 | 2,9  |
| Átl. csapadékmennyiség (mm)   | 12   | 12   | 33   | 44   | 58   | 41   | 52   | 52   | 27    | 27   | 21   | 16   | 394  |
| Havi napsütéses órák száma    | 213  | 211  | 254  | 276  | 291  | 315  | 325  | 306  | 273   | 248  | 195  | 195  | 3102 |
| Forrás: NOAA                  |      |      |      |      |      |      |      |      |       |      |      |      |      |

### Arizona, Nevada
A Nagy-medence (Great Basin) nevadai felében, Arizona nagy részén és Új-Mexikó délnyugati felén sivatagi éghajlat van, amelyhez a domborzat nagy mértékben hozzájárul (zárt völgyek, medencék). Ezen régió északi részén hideg telű változata alakult ki, túlnyomó része azonban enyhe telű, forró nyarú. Az évi átlagos csapadék kb. 100-200 mm, de egyes helyeken, például a Mojave-sivatagban a 100 mm-t sem éri el. A napsütés egész éven át zavartalan, évi összege 3400–4000 óra, ami a csillagászatilag lehetségesnek 80-90 százaléka. 
| Hónap                         | Jan. | Feb. | Már. | Ápr. | Máj. | Jún. | Júl. | Aug. | Szep. | Okt. | Nov. | Dec. | Év   |
| ----------------------------- | ---- | ---- | ---- | ---- | ---- | ---- | ---- | ---- | ----- | ---- | ---- | ---- | ---- |
| Átlagos max. hőmérséklet (°C) | 19,7 | 21,6 | 25,1 | 29,7 | 35,0 | 40,1 | 41,2 | 40,3 | 37,8  | 31,5 | 24,3 | 19,0 | 30,5 |
| Átlagos min. hőmérséklet (°C) | 7,6  | 9,3  | 11,9 | 15,7 | 20,7 | 25,4 | 28,6 | 28,2 | 24,9  | 18,2 | 11,4 | 7,1  | 17,5 |
| Átl. csapadékmennyiség (mm)   | 23   | 23   | 25   | 7    | 3    | 1    | 27   | 25   | 16    | 15   | 16   | 22   | 203  |
| Havi napsütéses órák száma    | 257  | 260  | 319  | 354  | 400  | 408  | 378  | 360  | 330   | 310  | 255  | 244  | 3875 |
| Forrás: NOAA                  |      |      |      |      |      |      |      |      |       |      |      |      |      |

| Hónap                         | Jan. | Feb. | Már. | Ápr. | Máj. | Jún. | Júl. | Aug. | Szep. | Okt. | Nov. | Dec. | Év   |
| ----------------------------- | ---- | ---- | ---- | ---- | ---- | ---- | ---- | ---- | ----- | ---- | ---- | ---- | ---- |
| Átlagos max. hőmérséklet (°C) | 13,9 | 17,2 | 20,8 | 25,6 | 31,0 | 37,2 | 40,1 | 38,8 | 34,3  | 27,1 | 18,9 | 14,1 | 26,6 |
| Átlagos min. hőmérséklet (°C) | 2,7  | 5,2  | 8,3  | 12,2 | 17,2 | 22,4 | 25,7 | 24,8 | 20,4  | 13,6 | 6,7  | 2,6  | 13,5 |
| Átl. csapadékmennyiség (mm)   | 15   | 18   | 15   | 4    | 6    | 2    | 11   | 11   | 8     | 6    | 8    | 10   | 114  |
| Havi napsütéses órák száma    | 244  | 248  | 313  | 345  | 387  | 402  | 390  | 368  | 336   | 303  | 246  | 235  | 3817 |
| Forrás: NOAA                  |      |      |      |      |      |      |      |      |       |      |      |      |      |

### Kalifornia
Kaliforniában a Parti-hegység (Coast Ranges) és a Sierra Nevada közt elterülő, kiterjedt Kaliforniai-völgy szubtrópusi sztyepp éghajlatú, enyhe téllel és forró, száraz nyárral. Az évi csapadék 300 mm körüli, melynek túlnyomó része télen hull le. 
| Hónap                         | Jan. | Feb. | Már. | Ápr. | Máj. | Jún. | Júl. | Aug. | Szep. | Okt. | Nov. | Dec. | Év   |
| ----------------------------- | ---- | ---- | ---- | ---- | ---- | ---- | ---- | ---- | ----- | ---- | ---- | ---- | ---- |
| Átlagos max. hőmérséklet (°C) | 20,3 | 20,7 | 21,4 | 22,8 | 23,9 | 25,9 | 28,6 | 29,3 | 28,6  | 26,0 | 22,8 | 20,0 | 24,2 |
| Átlaghőmérséklet (°C)         | 15,1 | 15,7 | 16,5 | 17,9 | 19,4 | 21,3 | 23,6 | 24,1 | 23,4  | 20,9 | 17,4 | 14,8 | 19,2 |
| Átlagos min. hőmérséklet (°C) | 9,8  | 10,6 | 11,7 | 13,0 | 15,0 | 16,7 | 18,5 | 18,8 | 18,2  | 15,8 | 12,0 | 9,5  | 14,2 |
| Átl. csapadékmennyiség (mm)   | 79   | 97   | 62   | 23   | 7    | 2    | 0    | 1    | 6     | 17   | 26   | 59   | 379  |
| Havi napsütéses órák száma    | 225  | 222  | 267  | 303  | 276  | 276  | 364  | 350  | 278   | 255  | 217  | 219  | 3252 |
| Forrás: NOAA                  |      |      |      |      |      |      |      |      |       |      |      |      |      |

A csendes-óceáni partvidék déli és középső szakasza mediterrán éghajlatú, a hűvös Kaliforniai-tengeráramlás miatt a nyár hűvös. Az évi csapadék északról dél felé haladva kb. 1200 mm-ről 300 mm-re csökken, melynek zöme télen hull le. A napsütéses órák száma magas, északról dél felé növekedve 2200 és 3400 óra között változik. 
| Hónap                                                | Jan. | Feb. | Már. | Ápr. | Máj. | Jún. | Júl. | Aug. | Szep. | Okt. | Nov. | Dec. | Év   |
| ---------------------------------------------------- | ---- | ---- | ---- | ---- | ---- | ---- | ---- | ---- | ----- | ---- | ---- | ---- | ---- |
| Átlagos max. hőmérséklet (°C)                        | 14,5 | 16,3 | 16,9 | 18,1 | 18,6 | 19,8 | 20,1 | 20,7 | 21,8  | 21,3 | 17,8 | 14,8 | 18,4 |
| Átlagos min. hőmérséklet (°C)                        | 8,0  | 9,2  | 9,6  | 10,1 | 10,8 | 11,8 | 12,4 | 13,1 | 13,4  | 12,6 | 10,4 | 8,2  | 10,8 |
| Átl. csapadékmennyiség (mm)                          | 120  | 105  | 86   | 32   | 14   | 3    | 1    | 2    | 7     | 30   | 84   | 81   | 566  |
| Havi napsütéses órák száma                           | 136  | 208  | 169  | 309  | 325  | 311  | 313  | 287  | 271   | 247  | 173  | 161  | 2912 |
| Forrás: Climatography of the United States (angolul) |      |      |      |      |      |      |      |      |       |      |      |      |      |

### Északnyugat
A csendes-óceáni partvidékének északi szakaszán enyhe telű óceáni éghajlat alakult ki. Az évi csapadék többnyire 1000 és 2000 mm között alakul. Az évi napsütéses órák száma itt többnyire 2000 óra alatt marad. 
| Hónap                                                             | Jan. | Feb. | Már. | Ápr. | Máj. | Jún. | Júl. | Aug. | Szep. | Okt. | Nov. | Dec. | Év   |
| ----------------------------------------------------------------- | ---- | ---- | ---- | ---- | ---- | ---- | ---- | ---- | ----- | ---- | ---- | ---- | ---- |
| Átlagos max. hőmérséklet (°C)                                     | 8,4  | 9,9  | 12,1 | 14,7 | 18,2 | 21,1 | 24,3 | 24,6 | 21,4  | 15,4 | 10,5 | 7,6  | 15,7 |
| Átlaghőmérséklet (°C)                                             | 5,6  | 6,3  | 8,1  | 10,2 | 13,3 | 16,1 | 18,7 | 18,9 | 16,3  | 11,6 | 7,4  | 4,8  | 11,5 |
| Átlagos min. hőmérséklet (°C)                                     | 2,7  | 2,7  | 4,1  | 5,7  | 8,5  | 11,1 | 13,1 | 13,3 | 11,2  | 7,7  | 4,4  | 2,0  | 7,2  |
| Átl. csapadékmennyiség (mm)                                       | 141  | 89   | 94   | 69   | 49   | 40   | 18   | 22   | 38    | 88   | 167  | 136  | 951  |
| Havi napsütéses órák száma                                        | 70   | 109  | 178  | 207  | 254  | 268  | 312  | 281  | 222   | 143  | 73   | 53   | 2170 |
| Forrás: Nemzeti Óceán- és Légkörkutatási Hivatal és Weather Atlas |      |      |      |      |      |      |      |      |       |      |      |      |      |

### Alaszka
Alaszka területe éghajlatilag négy részre osztható. Területének legnagyobb része a szubpoláris éghajlathoz tartozik. Ez fordul elő a Brooks-hegység és a Kordillerák dél-alaszkai vonulata közti területen, legjellegzetesebben a Yukon-völgyében jelenik meg. Az alacsonyabb fekvésű északi és nyugati part menti tájai a tundra éghajlathoz tartoznak. A déli partvidéken, beleértve az Aleut-szigeteket, az Alaszkai-félszigetet és Kodiak szigetét is, az óceáni szubpoláris éghajlat sajátosságai érvényesülnek. Alaszka legdélebbre nyúló területe, a Parti-hegység (Coast Mountains) alatt elterülő partszegély és az előtte levő szigetek az enyhe telű óceáni éghajlat jellegzetes képviselői. 
| Hónap                                       | Jan.  | Feb.  | Már. | Ápr. | Máj. | Jún. | Júl. | Aug. | Szep. | Okt. | Nov. | Dec.  | Év   |
| ------------------------------------------- | ----- | ----- | ---- | ---- | ---- | ---- | ---- | ---- | ----- | ---- | ---- | ----- | ---- |
| Átlagos max. hőmérséklet (°C)               | −5,0  | −3,0  | 1,0  | 7,0  | 13,3 | 17,0 | 18,6 | 17,5 | 12,8  | 4,7  | −2,3 | −4,0  | 6,5  |
| Átlagos min. hőmérséklet (°C)               | −11,6 | −10,0 | −7,0 | −1,6 | 4,2  | 8,7  | 11,2 | 10,0 | 5,6   | −1,6 | −8,6 | −10,4 | −0,9 |
| Havi napsütéses órák száma                  | 83    | 121   | 196  | 235  | 289  | 275  | 250  | 204  | 160   | 117  | 81   | 52    | 2061 |
| Forrás: NOAA, Weather Atlas (sunshine data) |       |       |      |      |      |      |      |      |       |      |      |       |      |

## Térképek
- Éghajlati területek (angol nyelvű)
- Évi átlagos max. hőmérséklet (Fahrenheit)
- Évi csapadékmennyiség
- Évi átlagos havazás
- Tornádók gyakorisága

## Összehasonlítás
Települések éghajlati adatainak összehasonlítása (rendezhető táblázat):
| Város               | Abszolút minimum (rekord) °C | A leghidegebb hónap középhőm.-e °C | A három leghidegebb hónap középhőm.-e °C | Átlagos évi hőm. °C | A legmelegebb hónap középhőm.-e °C | A három legmelegebb hónap középhőm.-e °C | Abszolút maximum (rekord) °C | Átlagos éves csapadékmennyiség mm |
| ------------------- | ---------------------------- | ---------------------------------- | ---------------------------------------- | ------------------- | ---------------------------------- | ---------------------------------------- | ---------------------------- | --------------------------------- |
| Anchorage (Alaszka) | −38,9                        | −8,3                               | −7,4                                     | 2,8                 | 14,9                               | 13,8                                     | 30,0                         | 423                               |
| Atlanta             | −22,8                        | 6,3                                | 7,4                                      | 17,0                | 26,8                               | 26,1                                     | 40,6                         | 1263                              |
| Boston              | −27,8                        | −1,7                               | −0,1                                     | 10,8                | 23,0                               | 21,7                                     | 40,0                         | 1112                              |
| Washington          | −26,1                        | 2,2                                | 3,5                                      | 14,5                | 26,6                               | 25,4                                     | 41,1                         | 1010                              |
| Honolulu (Hawaii)   | 11,7                         | 22,8                               | 23,1                                     | 25,4                | 27,7                               | 27,5                                     | 35,0                         | 436                               |
| Dallas              | −22,2                        | 8,3                                | 9,3                                      | 19,5                | 30,3                               | 29,5                                     | 45,0                         | 955                               |
| Denver              | −33,9                        | −1,1                               | −0,5                                     | 10,2                | 23,4                               | 21,9                                     | 40,6                         | 379                               |
| Detroit             | −29,4                        | −3,6                               | −2,3                                     | 10,1                | 23,1                               | 22,0                                     | 40,6                         | 851                               |
| Kodiak (Alaszka)    | −26,7                        | −0,8                               | −0,6                                     | 4,9                 | 12,9                               | 11,7                                     | 30,0                         | 1984                              |
| Kansas City         | −30,6                        | −1,8                               | −0,4                                     | 12,5                | 25,7                               | 24,6                                     | 45,0                         | 987                               |
| Kotzebue (Alaszka)  | −48,3                        | −19,3                              | −18,2                                    | −5,2                | 12,6                               | 10,4                                     | 29,4                         | 280                               |
| Las Vegas           | −13,3                        | 9,3                                | 9,9                                      | 20,8                | 33,6                               | 32,2                                     | 47,2                         | 106                               |
| Los Angeles         | −2,8                         | 13,7                               | 13,8                                     | 17,0                | 20,9                               | 20,6                                     | 43,3                         | 326                               |
| Miami               | −2,8                         | 20,1                               | 20,9                                     | 25,1                | 29,0                               | 28,7                                     | 37,8                         | 1573                              |
| Memphis             | −25,0                        | 5,1                                | 6,3                                      | 17,2                | 28,2                               | 27,5                                     | 42,2                         | 1364                              |
| Minneapolis         | −40,6                        | −9,1                               | −7,4                                     | 7,9                 | 23,2                               | 21,8                                     | 42,2                         | 779                               |
| New Orleans         | −11,7                        | 11,8                               | 13,0                                     | 21,3                | 29,2                               | 28,8                                     | 38,9                         | 1443                              |
| New York            | −26,1                        | 0,3                                | 1,7                                      | 12,7                | 24,7                               | 23,5                                     | 41,1                         | 1270                              |
| Oklahoma City       | −27,2                        | 4,0                                | 5,1                                      | 16,4                | 28,3                               | 27,3                                     | 45,0                         | 926                               |
| Riverside (CA)      | −7,2                         | 12,5                               | 12,8                                     | 18,8                | 26,3                               | 25,5                                     | 46,7                         | 315                               |
| San Diego (CA)      | −3,9                         | 13,6                               | 14,0                                     | 17,6                | 22,0                               | 21,5                                     | 43,9                         | 265                               |
| San Francisco       | −4,4                         | 10,2                               | 10,7                                     | 14,5                | 18,2                               | 18,0                                     | 41,1                         | 524                               |
| Seattle             | −17,8                        | 4,8                                | 5,6                                      | 11,4                | 18,9                               | 18,0                                     | 39,4                         | 953                               |
| Salt Lake City      | −34,4                        | −1,4                               | −0,4                                     | 11,5                | 25,9                               | 23,9                                     | 41,7                         | 413                               |
| Philadelphia        | −23,9                        | 0,6                                | 1,9                                      | 13,2                | 25,6                               | 24,4                                     | 41,1                         | 1054                              |
| Phoenix             | −8,9                         | 13,0                               | 14,0                                     | 23,9                | 34,9                               | 33,9                                     | 50,0                         | 204                               |
| Houston             | −12,8                        | 11,7                               | 12,6                                     | 21,0                | 29,2                               | 28,8                                     | 42,8                         | 1265                              |
| Chicago             | −32,8                        | −4,6                               | −3,1                                     | 9,9                 | 23,3                               | 22,1                                     | 40,6                         | 940                               |

### Napsütés
| Város                      | Jan   | Feb   | Mar   | Apr   | Maj   | Jun   | Jul   | Aug   | Sep   | Okt   | Nov   | Dec   | Évi    |
| -------------------------- | ----- | ----- | ----- | ----- | ----- | ----- | ----- | ----- | ----- | ----- | ----- | ----- | ------ |
| Albuquerque (NM)           | 234,2 | 225,3 | 270,2 | 304,6 | 347,4 | 359,3 | 335,0 | 314,2 | 286,7 | 281,4 | 233,8 | 223,3 | 3415,4 |
| Anchorage (Alaszka)        | 82,9  | 120,5 | 195,8 | 235,3 | 288,7 | 274,7 | 250,1 | 203,9 | 159,8 | 117,1 | 80,6  | 51,8  | 2061,2 |
| Juneau (Alaszka)           | 80,9  | 89,2  | 137,3 | 182,3 | 231,7 | 189,3 | 182,9 | 161,6 | 109,6 | 66,2  | 58,5  | 41,2  | 1530,7 |
| Atlanta                    | 164,0 | 171,7 | 220,5 | 261,2 | 288,6 | 284,8 | 273,8 | 258,6 | 227,5 | 238,5 | 185,1 | 164,0 | 2738,3 |
| Austin                     | 163,8 | 169,3 | 205,9 | 205,8 | 227,1 | 285,5 | 317,2 | 297,9 | 233,8 | 215,6 | 168,3 | 153,5 | 2643,7 |
| Baltimore                  | 155,4 | 164,0 | 215,0 | 230,7 | 254,5 | 277,3 | 290,1 | 264,4 | 221,8 | 205,5 | 158,5 | 144,5 | 2581,7 |
| Boise (Idaho)              | 109,3 | 151,9 | 238,6 | 281,4 | 335,5 | 351,6 | 399,8 | 358,8 | 303,6 | 238,1 | 119,6 | 105,2 | 2993,4 |
| Boston (Massachusetts)     | 163,4 | 168,4 | 213,7 | 227,2 | 267,3 | 286,5 | 300,9 | 277,3 | 237,1 | 206,3 | 143,2 | 142,3 | 2633,6 |
| Charlotte (Észak-Karolina) | 173,3 | 180,3 | 234,8 | 269,6 | 292,1 | 289,2 | 290,0 | 272,9 | 241,4 | 230,5 | 178,4 | 168,5 | 2821,0 |
| Chicago                    | 135,8 | 136,2 | 187,0 | 215,3 | 281,9 | 311,4 | 318,4 | 283,0 | 226,6 | 193,2 | 113,3 | 106,3 | 2508,4 |
| Cleveland (Ohio)           | 101,0 | 122,3 | 167,0 | 216,0 | 263,6 | 294,6 | 307,2 | 262,2 | 219,0 | 169,5 | 89,8  | 67,8  | 2280,0 |
| Columbus (Ohio)            | 110,6 | 126,3 | 162,0 | 201,8 | 243,4 | 258,1 | 260,9 | 235,9 | 212,0 | 183,1 | 104,2 | 84,3  | 2182,6 |
| Dallas                     | 183,5 | 178,3 | 227,7 | 236,0 | 258,4 | 297,8 | 332,4 | 304,5 | 246,2 | 228,1 | 183,8 | 173,0 | 2849,7 |
| Denver                     | 215,3 | 211,1 | 255,6 | 276,2 | 290,0 | 315,3 | 325,0 | 306,4 | 272,3 | 249,2 | 194,3 | 195,9 | 3106,6 |
| Detroit                    | 119,9 | 138,3 | 184,9 | 217,0 | 275,9 | 301,8 | 317,0 | 283,5 | 227,6 | 176,0 | 106,3 | 87,7  | 2435,9 |
| El Paso (TX)               | 254,5 | 263,0 | 326,0 | 348,0 | 384,7 | 384,1 | 360,2 | 335,4 | 304,1 | 298,6 | 257,6 | 246,3 | 3762,5 |
| Fresno (CA)                | 141,5 | 196,9 | 286,2 | 335,5 | 398,9 | 412,2 | 428,2 | 399,6 | 345,9 | 302,3 | 189,9 | 127,1 | 3564,2 |
| Honolulu (Hawaii)          | 213,5 | 212,7 | 259,2 | 251,8 | 280,6 | 286,1 | 306,2 | 303,1 | 278,8 | 244,0 | 200,4 | 199,5 | 3035,9 |
| Houston                    | 143,4 | 155,0 | 192,5 | 209,8 | 249,2 | 281,3 | 293,9 | 270,5 | 236,5 | 228,8 | 168,3 | 148,7 | 2577,9 |
| Indianapolis               | 132,1 | 145,7 | 178,3 | 214,8 | 264,7 | 287,2 | 295,2 | 273,7 | 232,6 | 196,6 | 117,1 | 102,4 | 2440,4 |
| Jacksonville (FL)          | 189,4 | 193,8 | 257,9 | 286,4 | 303,9 | 283,6 | 282,0 | 262,4 | 228,2 | 214,6 | 193,9 | 183,6 | 2879,7 |
| Kansas City                | 183,7 | 174,3 | 223,9 | 257,8 | 285,0 | 305,5 | 329,3 | 293,9 | 240,5 | 213,6 | 155,3 | 147,1 | 2809,9 |
| Las Vegas                  | 245,2 | 246,7 | 314,6 | 346,1 | 388,1 | 401,7 | 390,9 | 368,5 | 337,1 | 304,4 | 246,0 | 236,0 | 3825,3 |
| Los Angeles                | 225,3 | 222,5 | 267,0 | 303,5 | 276,2 | 275,8 | 364,1 | 349,5 | 278,5 | 255,1 | 217,3 | 219,4 | 3254,2 |
| Louisville                 | 140,5 | 148,9 | 188,6 | 221,1 | 263,4 | 288,9 | 293,6 | 272,6 | 234,3 | 208,5 | 135,7 | 118,3 | 2514,4 |
| Memphis                    | 166,6 | 173,8 | 215,3 | 254,6 | 301,5 | 320,6 | 326,9 | 307,0 | 251,2 | 245,9 | 173,0 | 151,9 | 2888,3 |
| Miami                      | 219,8 | 216,9 | 277,2 | 293,8 | 301,3 | 288,7 | 308,7 | 288,3 | 262,2 | 260,2 | 220,8 | 216,1 | 3154,0 |
| Milwaukee                  | 140,2 | 151,5 | 185,4 | 213,5 | 275,5 | 304,5 | 321,1 | 281,2 | 215,1 | 178,0 | 112,8 | 104,8 | 2483,6 |
| Minneapolis                | 156,7 | 178,3 | 217,5 | 242,1 | 295,2 | 321,9 | 350,5 | 307,2 | 233,2 | 181,0 | 112,8 | 114,3 | 2710,7 |
| Nashville                  | 139,6 | 145,2 | 191,3 | 231,5 | 261,8 | 277,7 | 279,0 | 262,1 | 226,4 | 216,8 | 148,1 | 130,6 | 2510,1 |
| New Orleans                | 153,0 | 161,5 | 219,4 | 251,9 | 278,9 | 274,3 | 257,1 | 251,9 | 228,7 | 242,6 | 171,8 | 157,8 | 2648,9 |
| New York City              | 162,7 | 163,1 | 212,5 | 225,6 | 256,6 | 257,3 | 268,2 | 268,2 | 219,3 | 211,2 | 151,0 | 139,0 | 2534,7 |
| Oklahoma City              | 200,8 | 189,7 | 244,2 | 271,3 | 295,2 | 326,1 | 356,6 | 329,3 | 263,7 | 245,1 | 186,5 | 180,9 | 3089,4 |
| Omaha                      | 167,8 | 157,6 | 206,4 | 230,1 | 277,1 | 314,0 | 332,5 | 296,3 | 245,5 | 217,5 | 148,0 | 134,1 | 2726,9 |
| Philadelphia               | 155,7 | 154,7 | 202,8 | 217,0 | 245,1 | 271,2 | 275,6 | 260,1 | 219,3 | 204,5 | 154,7 | 137,7 | 2498,4 |
| Phoenix (AZ)               | 256,0 | 257,2 | 318,4 | 353,6 | 401,0 | 407,8 | 378,5 | 360,8 | 328,6 | 308,9 | 256,0 | 244,8 | 3871,6 |
| Pittsburgh (PA)            | 93,9  | 108,5 | 155,4 | 182,8 | 217,4 | 242,2 | 254,9 | 228,4 | 196,7 | 167,3 | 99,4  | 74,4  | 2021,3 |
| Portland (OR)              | 85,6  | 116,4 | 191,1 | 221,1 | 276,1 | 290,2 | 331,9 | 298,1 | 235,7 | 151,7 | 79,3  | 63,7  | 2340,9 |
| Raleigh                    | 163,8 | 173,1 | 228,9 | 250,7 | 258,4 | 267,7 | 259,5 | 239,6 | 217,6 | 215,4 | 174,0 | 157,6 | 2606,3 |
| Richmond (VA)              | 172,5 | 179,7 | 233,3 | 261,6 | 288,0 | 306,4 | 301,4 | 278,9 | 237,9 | 222,8 | 183,5 | 163,0 | 2829,0 |
| Sacramento (CA)            | 145,5 | 201,3 | 278,0 | 329,6 | 406,3 | 419,5 | 440,2 | 406,9 | 347,8 | 296,7 | 194,9 | 141,1 | 3607,8 |
| Salt Lake City             | 127,4 | 163,1 | 241,9 | 269,1 | 321,7 | 360,5 | 380,5 | 352,5 | 301,1 | 248,1 | 150,4 | 113,1 | 3029,4 |
| San Antonio (TX)           | 159,4 | 169,7 | 215,5 | 209,7 | 221,8 | 275,9 | 308,8 | 293,9 | 234,9 | 218,0 | 171,9 | 149,7 | 2629,2 |
| San Diego (CA)             | 239,3 | 227,4 | 261,0 | 276,2 | 250,5 | 242,4 | 304,7 | 295,0 | 253,3 | 243,4 | 230,1 | 231,3 | 3054,6 |
| San Francisco              | 185,9 | 207,7 | 269,1 | 309,3 | 325,1 | 311,4 | 313,3 | 287,4 | 271,4 | 247,1 | 173,4 | 160,6 | 3061,7 |
| Seattle (WA)               | 69,8  | 108,8 | 178,4 | 207,3 | 253,7 | 268,4 | 312,0 | 281,4 | 221,7 | 142,6 | 72,7  | 52,9  | 2169,7 |
| St, Louis                  | 161,2 | 158,3 | 198,3 | 223,5 | 266,5 | 291,9 | 308,9 | 269,8 | 236,1 | 208,4 | 140,9 | 129,9 | 2593,7 |
| Tampa                      | 199,9 | 202,7 | 267,5 | 299,1 | 314,5 | 277,8 | 265,3 | 249,5 | 223,0 | 233,9 | 201,7 | 191,6 | 2926,5 |
| Tucson (AZ)                | 259,9 | 258,2 | 320,7 | 357,2 | 400,8 | 396,9 | 342,7 | 335,6 | 316,4 | 307,4 | 264,4 | 245,8 | 3806,0 |
| Tulsa                      | 175,8 | 171,7 | 219,6 | 244,4 | 266,7 | 294,8 | 334,7 | 305,3 | 232,5 | 218,6 | 161,1 | 160,8 | 2786,0 |
| Virginia Beach             | 171,5 | 175,2 | 229,3 | 252,8 | 271,7 | 280,1 | 278,3 | 260,4 | 231,4 | 208,3 | 175,7 | 160,4 | 2695,1 |
| Washington D.C.            | 144,6 | 151,8 | 204,0 | 228,2 | 260,5 | 283,2 | 280,5 | 263,1 | 225,0 | 203,6 | 150,2 | 133,0 | 2527,7 |
| Wichita                    | 190,9 | 186,4 | 230,4 | 257,8 | 289,8 | 305,0 | 342,1 | 309,2 | 245,6 | 226,3 | 170,2 | 168,7 | 2922,4 |
| Yuma (AZ)                  | 268,4 | 270,8 | 335,5 | 365,5 | 407,4 | 415,4 | 392,6 | 375,6 | 341,7 | 319,6 | 270,1 | 252,7 | 4015,3 |

összehasonlításképp:
| ország       | város    | Jan | Feb | Már | Ápr | Máj | Jún | Júl | Aug | Sze | Okt | Nov | Dec | évi  | forrás |
| ------------ | -------- | --- | --- | --- | --- | --- | --- | --- | --- | --- | --- | --- | --- | ---- | ------ |
| Magyarország | Budapest | 62  | 93  | 137 | 177 | 234 | 250 | 271 | 255 | 187 | 141 | 69  | 52  | 1988 | [ 10 ] |

## Fordítás
- Ez a szócikk részben vagy egészben  a   List of cities by sunshine duration című angol Wikipédia-szócikk fordításán alapul.  Az eredeti cikk szerkesztőit annak laptörténete sorolja fel. Ez a jelzés csupán a megfogalmazás eredetét és a szerzői jogokat jelzi, nem szolgál a cikkben szereplő információk forrásmegjelöléseként.
- Ez a szócikk részben vagy egészben  a(z)   Климат США című orosz Wikipédia-szócikk fordításán alapul.  Az eredeti cikk szerkesztőit annak laptörténete sorolja fel. Ez a jelzés csupán a megfogalmazás eredetét és a szerzői jogokat jelzi, nem szolgál a cikkben szereplő információk forrásmegjelöléseként.